# Altar of the Aztecs
Altar of the Aztecs è un cortometraggio muto del 1913 diretto da Henry MacRae.

## Produzione
Il film fu prodotto dalla Selig Polyscope Company.

## Distribuzione
Distribuito dalla General Film Company, il film - un cortometraggio di una bobina - uscì nelle sale cinematografiche statunitensi il 31 gennaio 1913. Il 20 aprile di quell'anno venne distribuito anche nel Regno Unito.